# Gemniemhat
Gemniemhat (fl. XXI secolo a.C.) è stato un funzionario egizio, vissuto alla fine del Primo periodo intermedio dell'Egitto o all'inizio del Medio Regno (ca. 2000/1990 a.C.), ossia durante la XI dinastia o la XII dinastia.

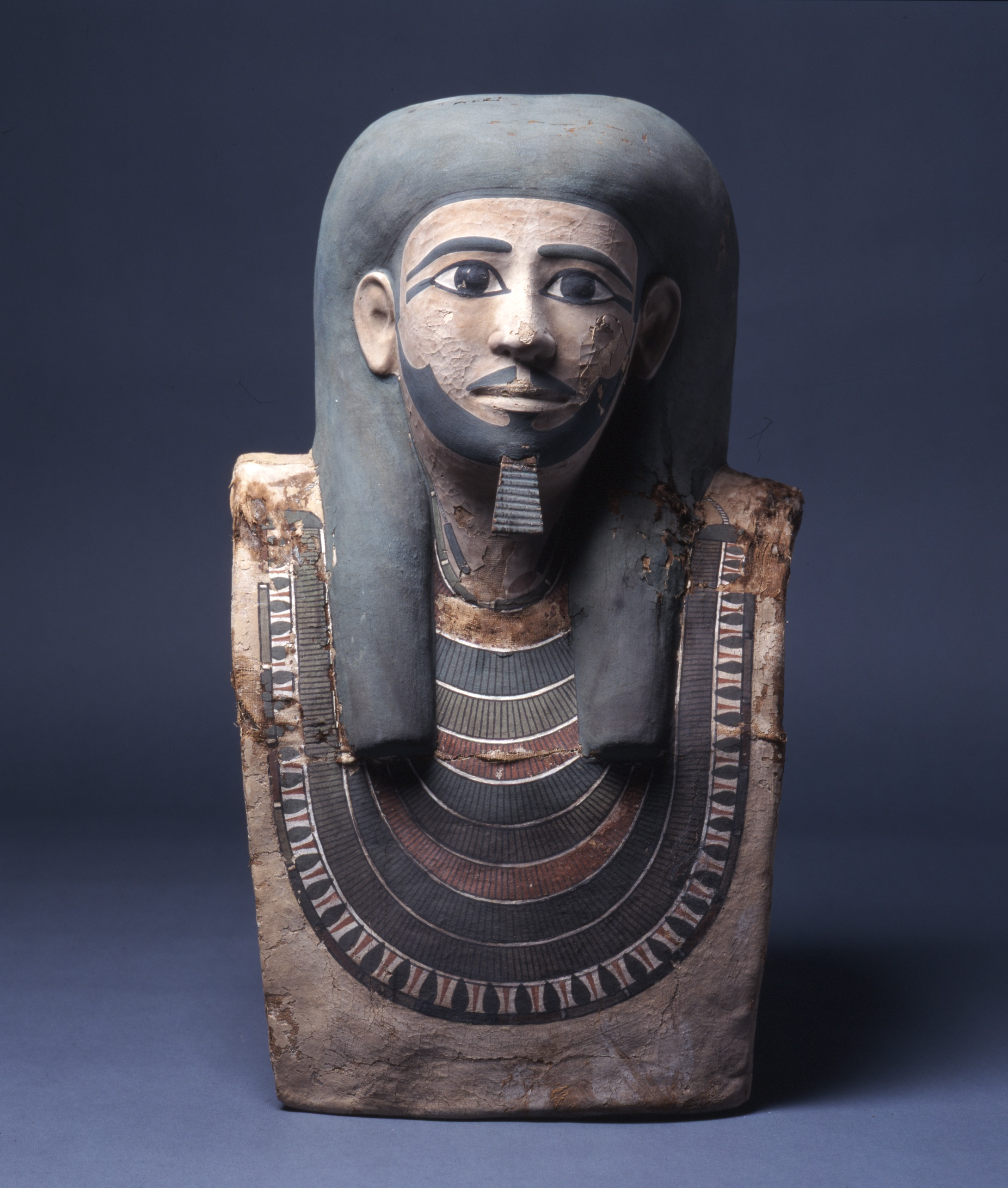
Maschera funeraria di Gemniemhat (ÆIN 1625). Ny Carlsberg Glyptotek

Egli è noto esclusivamente grazie alla sua tomba a Saqqara, presso la piramide del faraone Teti, che fu rinvenuta eccezionalmente intatta. Oltre ai titoli di Capo della Casa e Capo della Doppia Stalla, fu anche uno dei sacerdoti (probabilmente quattro) addetti al culto delle piramidi dei faraoni Teti e Merikara. 

## Sepoltura

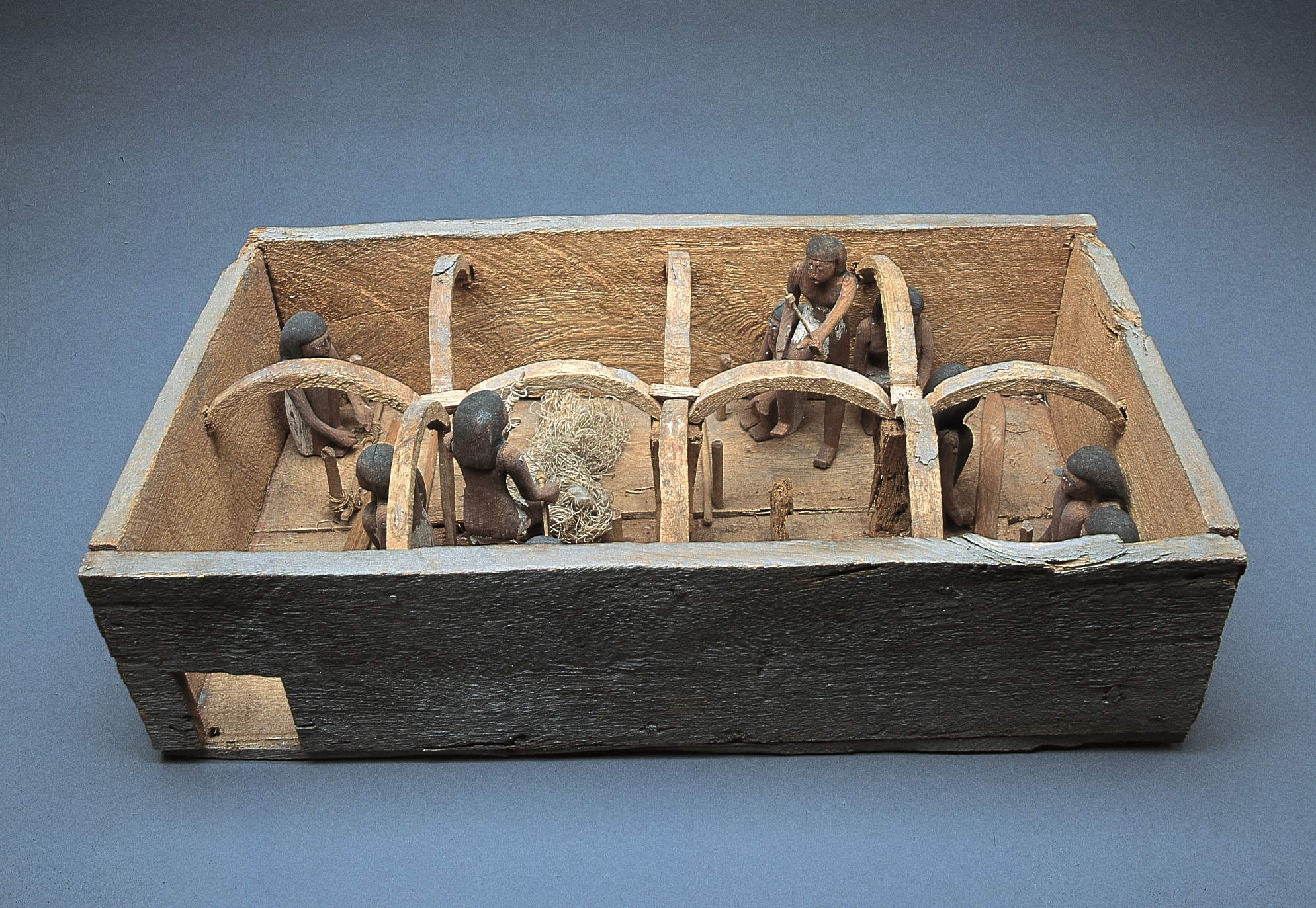
Modellino di una bottega di tessitori, rinvenuto nella tomba (ÆIN 1634). Ny Carlsberg Glyptotek

La sua tomba consiste di una semplice mastaba, non cava, e cioè priva di un ambiente interno nonché provvista di una falsa porta sulla quale furono inscritti i titoli di Gemniemhat; presso la mastaba si trova un pozzo di accesso alla camera sepolcrale. La mummia di Gemniemhat giaceva in due sarcofagi, uno dentro l'altro, riccamente decorati, specie nella parte interna. Sul corpo era stata posta una maschera funeraria. Nella sepoltura furono rinvenuti inoltre gioielli, bastoni, un poggiatesta, modellini in legno di sandalo e archi; accanto alle bare era stata deposta la cassa coi vasi canopi. Gli oggetti più interessanti della tomba sono i modellini con scene di lavoro e di vita quotidiana: mostrano Gemniemhat, ma anche scene di panetteria, fabbrica di birra, granaio, filatura e tessitura, falegnameria, fucina e fabbrica di pentole. Furono rinvenute anche riproduzioni di navi, ceramiche varie e la statuetta di due fanciulle recanti offerte. 
Tutti gli oggetti nella tomba furono realizzati appositamente per questo corredo funebre.
La tomba fu scoperta nel 1921 dall'egittologo britannico Cecil Mallaby Firth. Gran parte degli oggetti ritrovati si trova oggi alla Ny Carlsberg Glyptotek di Copenaghen.

## Datazione
La collocazione cronologica di Gemniemhat è controversa nei testi di egittologia. La notizia della scoperta e la pubblicazione degli esiti dello scavo si riferirono al Primo periodo intermedio. Questo dato risultò controverso, siccome il titolare della tomba risultò avere incarichi cultuali per la piramide del faraone Merikara, che fu l'ultimo regnante del Primo periodo intermedio. L'egittologo Wolfgang Schenkel suggerì di collocarlo agli albori della XII dinastia, basandosi su un'analisi paleografica delle iscrizioni sulla bara.